# Polyrhachis prometheus
Polyrhachis prometheus é uma espécie de formiga do gênero Polyrhachis, pertencente à subfamília Formicinae.